# Oltre ogni limite (film 1986)
Oltre ogni limite (Extremities) è un film del 1986 diretto da Robert M. Young.

## Trama
Marjorie è una giovane donna che lavora in un museo e vive con due compagne, Pat e Terry. Una notte, mentre si trova nella sua auto, viene attaccata da un aggressore mascherato armato di coltello. Marjorie riesce a fuggire, ma il rapinatore scappa con la borsetta e i suoi documenti. La donna si reca a fare denuncia alla polizia, ma le viene detto che c'è molto poco che possono fare. Una settimana dopo, mentre le sue amiche sono al lavoro, il suo incubo si avvera: l'aggressore (di nome Joe) entra nella sua casa, dopo aver utilizzato le sue informazioni personali per scoprire dove vive.
Marjorie viene così fatta vittima dall'uomo di una raffica continua di aggressioni fisiche e mentali. Nel corso di una lotta, tuttavia, Marjorie riesce a sopraffare Joe e a spruzzare nei suoi occhi un repellente per insetti. Marjorie lo lega e lo sottopone allo stesso tipo di aggressioni fisiche e mentali che lui aveva usato nei suoi confronti, riducendolo a implorare per la sua vita. Terry e Pat tornano poi a casa e cercano di convincere Marjorie a non ucciderlo e a pensare alle conseguenze delle sue azioni. Joe cerca di fabbricare false storie per far impietosire Marjorie, storie che riescono quasi a convincere le sue amiche, fino a quando Marjorie trova il coltello che l'uomo ha usato contro di lei nel primo tentativo di violenza, dimostrando alle sue amiche che la storia era la vera.
Marjorie forza Joe ad ammettere la sua colpevolezza torturandolo con la lama e un certo punto minaccia di castrarlo se non avesse detto la verità. Sconfitto, il singhiozzante Joe confessa dicendo che aveva intenzione di uccidere Marjorie e le sue compagne quel giorno. Confessa anche gli stupri e gli omicidi di tre altre donne. Avendo ottenuto quello che voleva, Marjorie permette quindi a Patty e Terry di chiamare la polizia.

## Distribuzione
Alcune delle uscite internazionali sono state:
- negli Stati Uniti il 22 agosto 1986
- in Germania Ovest il 30 ottobre 1986 (Extremities)
- in Svezia il 9 gennaio 1987
- in Australia il 15 gennaio 1987
- in Francia l'11 marzo 1987 (Extremities)
- in Spagna il 17 marzo 1987 (Madrid) (Extremities - La humillación)
- in Spagna il 30 marzo 1987 (Barcelona)
- in Finlandia il 10 aprile 1987 (Naisen kosto)
- in Belgio il 16 giugno 1987 (Gent)
- in Portogallo il 24 luglio 1987
- nei Paesi Bassi il 3 settembre 1987
- in Turchia nel dicembre 1987 (Onur meselesi)
- in Perù nel 1988
- in Ungheria il 19 gennaio 1989